# Sender Brvogi
Der Sender Brvogi ist eine Sendeanlage für Hörfunk und Fernsehen auf einer Anhöhe in der Gemeinde Kranjska Gora im Nordwesten Sloweniens. Obwohl der Senderstandort direkt am Dreiländereck Österreich/Italien/Slowenien liegt, reicht er wegen seiner geringen Sendeleistung und der Richtstrahlung, die die Sendeleistung in Richtung dieser Länder auf ein Minimum reduziert nicht weit. Als Antennenträger kommt ein freistehender Stahlfachwerkturm zum Einsatz.

## Frequenzen und Programme

### Analoger Hörfunk (UKW)
| Frequenz (MHz) | Programm       | RDS PS              | RDS PI | Regionalisierung | ERP (kW) | Antennendiagramm rund (ND)/gerichtet (D) | Polarisation horizontal (H)/vertikal (V) |
| -------------- | -------------- | ------------------- | ------ | ---------------- | -------- | ---------------------------------------- | ---------------------------------------- |
| 88,6           | Radio Kranj    | _KRANJ__            | 9422   |                  | 0,1      | ?                                        | H                                        |
| 93,3           | Radio 1        | RADIO_1_ / ENA_GO__ | 9357   | Gorenjska        | 0,2      | D (90–290°)                              | H                                        |
| 94,7           | Slovenija 1    | __PRVI__            | 9201   | −                | 0,1      | D (90–290°)                              | H                                        |
| 96,7           | VAL 202        | VAL_202_            | 9202   | −                | 0,1      | D (90–290°)                              | H                                        |
| 101,5          | Radio Triglav  | TRIGLAV_            | 9444   | −                | 0,1      | D (90–290°)                              | H                                        |
| 102,3          | Radio Ognjišče | OGNJISCE            | 932F   | −                | 0,5      | D (90–290°)                              | H                                        |
| 106,8          | Radio SI       | RADIO_SI            | 933A   | −                | 0,1      | ?                                        | H                                        |

### Digitales Fernsehen (DVB-T)
DVB-T wird im Gleichwellenbetrieb (SFN) mit anderen Senderstandorten ausgestrahlt:
| Kanal | Frequenz (in MHz) | Multiplex    | Programme im Multiplex | ERP (in kW) | Antennen- diagramm rund (ND) / gerichtet (D) | Polarisation horizontal (H) / vertikal (V) |
| ----- | ----------------- | ------------ | --- | ----------- | -------------------------------------------- | ------------------------------------------ |
| 32    | 562               | MUX-A/Center | - TV SLO 1 - TV SLO 2 - TV SLO 3 - TV Koper - TV Maribor - Vaš kanal                                                                                     | 1           | D                                            | H/V                                        |
| 38    | 610               | MUX-C        | - TV Veseljak - Nova24TV - Fox Life - Fox Crime - Fox Movies - National Geographic - Viasat History - Pop TV - Kanal A - Brio - Kino - Oto - Obvestilo C | 0,5         | ND                                           | H/V                                        |

### Analoges Fernsehen (PAL)
Bis zur Umstellung auf DVB-T im Jahr 2010 diente der Senderstandort weiterhin für analoges Fernsehen.
| Kanal | Frequenz (MHz) | Programm | ERP (kW) | Sendediagramm rund (ND)/ gerichtet (D) | Polarisation horizontal (H)/ vertikal (V) |
| ----- | -------------- | -------- | -------- | -------------------------------------- | ----------------------------------------- |
| 31    | 551,25         | TV SLO 1 | 2        | D (110–180°)                           | H/V                                       |
| 44    | 655,25         | TV SLO 2 | 2        | D (110–180°)                           | H/V                                       |